# أوزوالد هربرت إرنست
أوزوالد هربرت إرنست (بالإنجليزية: Oswald Herbert Ernst)‏ هو مهندس وعالم فلك أمريكي، ولد في 27 يونيو 1842 في سينسيناتي في الولايات المتحدة، وتوفي في 21 مارس 1926 في واشنطن العاصمة في الولايات المتحدة.